# Jatropha paradoxa
Jatropha paradoxa là một loài thực vật có hoa trong họ Đại kích. Loài này được (Chiov.) Chiov. mô tả khoa học đầu tiên năm 1930.